# Gino Donè Paro
Gino Donè Paro (San Biagio di Callalta, 18 maggio 1924 – San Donà di Piave, 22 marzo 2008) è stato un partigiano e rivoluzionario italiano, unico europeo ad aver partecipato alla Rivoluzione cubana come imbarcato sul Granma.

## Biografia
Nacque da una famiglia di braccianti di Rovarè, frazione di San Biagio di Callalta, in provincia di Treviso. I genitori Vittorio (1900-1975) e Carolina Emma Paro (1899-1936) gli imposero all'anagrafe il nome Gino Giacomo; il passaporto italiano riportava solamente Gino Donè, mentre all'anagrafe cubana, dopo il primo matrimonio, verrà registrato come Gino Donè Paro, prendendo anche il cognome materno, come d'uso nei Paesi di lingua spagnola.

### La Resistenza in Italia
Dopo le scuole divenne militare. L'8 settembre 1943, all'annuncio dell'armistizio, si trovava a Pola, capoluogo della allora italiana Regione Istriana. Tornato via mare a Venezia diventa combattente nella Brigata Partigiana Piave, e nel 1944, ventenne, entra nella Missione Alleata Nelson operante nell'area della Laguna Veneziana. Nel 1945 termina la guerra e nel 1946 riceve un encomio solenne deciso dal generale in capo britannico Harold Alexander. Nel 1947, con la tessera dell'anno 1948, risulta essere tra i cofondatori della Sezione Provinciale Veneziana dell'ANPI (Associazione Nazionale Partigiani d'Italia).

### L'emigrazione a Cuba
Nel 1948, disoccupato, emigrò dapprima in Francia, Belgio e Germania. Da qui si recò in seguito a Cuba: nel 1951 all'Avana trovò lavoro come carpentiere al cantiere dalla Plaza Civica (l'attuale Plaza de la Revolución). In città trascorreva il tempo libero sulle gradinate dell'Università, per affinare la lingua parlando con gli studenti. Fu qui che cominciò a sentire parlare di Fidel Castro e della sua iniziale attività politica universitaria. Nella capitale cubana conobbe anche Ernest Hemingway ed ebbe modo di parlare con lui della propria regione di origine perché lo scrittore statunitense aveva dimorato in Veneto durante la prima guerra mondiale lungo le rive del fiume Piave, dalla quale esperienza aveva tratto il libro Addio alle armi, e successivamente per la stesura del romanzo Di là dal fiume e tra gli alberi.

### I contatti con i rivoluzionari
Nel 1952, seguendo la ditta per cui lavorava, Gino si trasferì nella città di Trinidad de Cuba, dove conobbe Norma Turino Guerra, che diventerà la sua prima moglie. Norma era amica di Aleida March de la Torre, futura seconda moglie di Ernesto Che Guevara de la Serna. Norma e la sua famiglia simpatizzavano per il progressista Partito Ortodosso Cubano, nel quale era dirigente il neolaureato avvocato Fidel Castro. In quel periodo Fidel era esiliato in Messico e stava cercando giovani fidatissimi per arruolarli nel suo nuovo Movimento del 26 luglio. Venuto a conoscenza che a Trinidad c'era un giovane italiano che aveva fatto il partigiano in Italia, Fidel lo volle incontrare per parlargli della spedizione che egli stava preparando, al fine di liberare Cuba dal dittatore Batista. Tra il 1955 e il 1956, furono numerosi i viaggi di Doné tra Cuba e il Messico, portando soldi e missive, grazie al suo passaporto italiano che non generava sospetti alle frontiere. In quanto ex soldato ed ex partigiano, collaborò agli addestramenti militari in Messico diretti da Fidel. In quel periodo divenne amico del giovane medico argentino Ernesto Guevara (da tutti detto "Che", ma da lui sempre chiamato "Ernesto"), il quale, racconterà poi Donè, gli confidò che se non avesse incontrato Fidel sarebbe emigrato in Italia per specializzarsi per la cura dell'asma (di cui soffriva) nella facoltà di medicina dell'Università di Bologna. Il 25 novembre 1956 Donè fu tra gli 82 volontari imbarcati sul Granma, che salparono dal porto messicano di Tuxpan per sbarcare nell'Oriente Cubano, alla Playas de las Coloradas, ai piedi del Monte Turquino alto quasi 2.000 metri, nella selvaggia Sierra Maestra, nell'attuale provincia di Granma. Insieme con l'italiano Gino c'erano 78 cubani, più altri tre stranieri (cioè l'argentino Che, il messicano Alfonso Guillén Zelaya Alger e il dominicano Ramón Emilio Mejías Del Castillo). A bordo del battello Gino era il più anziano degli 82 e aveva il grado di tenente nel Terzo Plotone comandato da Raúl Castro (fratello di Fidel).

### La Rivoluzione cubana
Subito dopo lo sbarco del 2 dicembre 1956 ai piedi della Sierra Maestra, Gino Donè Paro venne mandato a cercare Che Guevara, il quale era in preda a un forte attacco di asma. Sapendo come intervenire in quanto sua moglie Norma era asmatica, egli gli praticò un energico massaggio e gli salvò la vita. Il 5 dicembre 1956, dopo il primo imprevisto combattimento ad Alegria de Pio (e dopo il massacro della metà dei compagni granmisti, e dopo la dispersione dei sopravvissuti), Gino tornò clandestinamente nella città di Trinidad dalla moglie Norma. Poi raggiunse la vicina città di Santa Clara de Cuba dove, assieme ad Aleida March de la Torre programmò un attentato nella sede del comandante generale batistiano della città. Mentre i due stavano per lanciare un paio di bombe nella residenza gremita di persone e di bambini per le festività natalizie, Gino decise di annullare l'attentato dicendo ad Aleida: "la rivoluzione si fa contro l'esercito, non contro il popolo" (tale episodio è ricordato in un libro biografico della March). Ricercato dalla polizia batistiana, i locali capi castristi del "Movimento 26 Luglio" dettero l'ordine a Gino di scappare salpando da Trinidad, con meta prima il Messico e poi gli Stati Uniti d'America.

### Negli Stati Uniti
Nel 1959, dopo il trionfo della rivoluzione castrista Donè tentò di ritornare a Cuba, ma ebbe problemi burocratici con il console cubano di New York al fine di ottenere il permesso di rientro che aveva smarrito. Non riuscendo a rientrare a Cuba, col consenso di Norma, divorziò e si risposò con un'amica di Norma: la militante antimperialista portoricana Antonietta De La Cruz, avente cittadinanza statunitense, abitante in Florida, e più vecchia di lui di quasi vent'anni. Nel [1962, nel periodo della cosiddetta crisi dei missili di Cuba, Gino inviò a Cuba una lettera in cui manifestava la volontà di tornare a combattere ma non ricevette risposta. Il segretario personale di Fidel, l'avvocato e moncadista-granmista Jesus Sergio Montanè Oropesa, che era uno dei pochissimi a essere segretamente in contatto con Gino, lo invitò ufficialmente all'Avana da metà novembre a metà dicembre 1995, in occasione delle celebrazioni per il 39º anniversario dello sbarco del Granma, e qui Donè fu ospitato per un mese in una residenza del Consiglio di Stato cubano. L'anno successivo (alle imponenti celebrazioni per l'importante 40º anniversario dello sbarco del Granma) Gino fu nuovamente invitato da Montanè all'Avana, ma fu costretto a non accettare l'invito perché egli doveva assolutamente accudire l'anziana moglie gravemente ammalata (praticamente in fin di vita nella loro casa di Boynton Beach, vicino a Palm Beach in Florida).

### Il ritorno in Italia
Nel 2003, dopo avere abitato e lavorato in Florida, nella contea di Palm Beach, doppiamente vedovo e senza figli, decise di ritornare in Italia, prima a San Donà di Piave, poi a Noventa di Piave (a casa della sorella Teresa), dove vivevano molti suoi parenti. Si iscrisse al Circolo Italia-Cuba di Venezia e si ri-iscrisse alla Sezione ANPI di San Donà di Piave (che egli aveva cofondato nel 1945). In Veneto ritrovò vari compagni antifascisti conosciuti durante la Resistenza nella Laguna Veneziana. Nel frattempo, erano stati ricostruiti i dettagli sulla sua movimentata vita, grazie alla ventennale ricerca giornalistica effettuata dal bolognese Gianfranco Ginestri per conto della Fondazione Italiana Ernesto Che Guevara, presieduta dall'editore romano Roberto Massari e anche grazie alle ricerche del cubano Arsenio García Dávila, storico-granmista. Queste informazioni sono state poi inserite nei faldoni dell'Archivio Storico delle Forze Armate Rivoluzionarie (FAR), che conserva 82 dossier sugli 82 granmisti.
Il primo maggio 2004 Gino partecipò con l'amico Arsenio Garcia Davila alla grande sfilata popolare dell'Avana, durante la quale furono entrambi solennemente decorati. Al suo ritorno fu festeggiato in tutta Italia dai partigiani dell'ANPI, dai soci della Fondazione Che Guevara e dai membri dei 60 circoli dell'Associazione Nazionale di Amicizia Italia-Cuba.
Nel 2005 ritornò alcune volte a Cuba, accompagnato dai coproduttori torinesi del documentario Cuba Libre: el desembarco del Granma a lui dedicato, che volevano ripercorrere i luoghi della sua esperienza cubana. In tale filmato (nella parte girata a Bayamo il 26 luglio 2005, durante la commemorazione degli attacchi castristi alle caserme batistiane di Santiago de Cuba e di Bayamo) si vedono Gino e Fidel, entrambi commossi, che si abbracciano e si baciano. Per Donè fu il penultimo dei suoi viaggi a Cuba (ritornò a dicembre dell'anno successivo per la commemorazione del 50º anniversario dello sbarco del Granma) e per Fidel fu una delle ultime apparizioni in pubblico prima del malore che lo fece dimettere da tutti gli incarichi politici e statali.
Nel 2006 e 2007 vari giornali italiani si occuparono della storia di Gino, pubblicando numerosi articoli a lui dedicati.
Gino Donè Paro morì improvvisamente nel 2008 a San Donà di Piave in casa di cura. In occasione del funerale, ricevette l'omaggio floreale di Fidel Castro, di Raul Castro, dell'ambasciata cubana e dei granmisti sopravvissuti, oltre a molta gente comune venuta da ogni parte d'Italia. A fine 2023, come da sua volontà, le sue ceneri furono portate a Cuba, dove vennero accolte da una delegazione ufficiale politico-militare e sepolte nel Pantheon dei Veterani dell'Indipendenza nella Necrópolis de Cristóbal Colón a l'Avana, il 2 Dicembre in occasione del 67º anniversario dello sbarco del Granma alla presenza del Ministro delle FAR, alte cariche dell'esercito, il presidente dell'ICAP, le più alte cariche dell'Associazione Nazionale di Amicizia Italia Cuba e di un pronipote in rappresentanza della famiglia. Durante la cerimonia vi erano gli omaggi floreali di: Raul Castro, il presidente Miguel Diaz Canel, l'ICAP, i granmisti, l'ANAIC e della famiglia.

## Interviste in Italia e a Cuba
In un'intervista con il quotidiano comunista italiano Liberazione del 5 ottobre 2006, Gino Donè Paro disse che:

Il 10 maggio 2010 la rivista Turisti per Caso ha pubblicato una intervista, effettuata da un'italiana con pseudonimo Vanity176, al granmista Arsenio Garcia Davila, grande amico di Donè, il quale, parlando di lui, ha dichiarato: 
Alcuni ricercatori storici hanno ipotizzato la possibilità che, mentre era lontano da Cuba, Donè fosse stato ingaggiato per svolgere, in giro per il mondo, compiti da agente dei servizi segreti cubani, allora diretti dal comandante Barbarossa amico di Gino (ma attualmente, naturalmente, non esistono conferme ufficiali da parte del governo cubano). Però c'è chi contesta l'ipotesi suddetta.

## Riconoscimenti e commemorazioni
- 1945 encomio solenne Missione Alleata Nelson (UK)
- 2004 decorato come Eroe Nazionale (Cuba)
- 2006 medaglia 50º Anniversario dello sbarco del Granma (Cuba)

A Gino Donè Paro sono dedicati diversi circoli politico-culturali in Italia. La sua figura è stata oggetto di diverse pubblicazioni e alcuni spettacoli teatrali. Nel 2024, nel centenario della nascita, la tessera di iscrizione dell'Associazione Nazionale Italia-Cuba reca una fotografia di Donè abbracciato a Fidel Castro.

## Video
- Syusy e Patrizio con Gianfranco Ginestri, Cuba (Foto Gino Granmisti), Video: turisti per caso, 1994.
- Syusy e Patrizio intervistano Ginestri all'Avana sul tema Gino Doné Paro, Video: archivio t.p.c., 1994.
- Roberto Montagner, Una intervista a Gino Doné Paro, video di 1 ora, Edizioni Cgil Venezia, 2001.
- Roberto Montagner, Archivio dell'intervista a Gino Doné Paro, 10 ore, Archivio Cgil Venezia, 2001.
- Guido Sapienza, Gino Doné Paro, partigiano, video di 10 minuti, in web su youtube, filmato nel 2006.
- Guido Sapienza, Archivio video intervista Gino Doné Paro, 10 ore, archivio privato, filmato nel 2006.
- Franco Guarino, Con Gino Doné Paro, video di 10 minuti, in web su youtube, filmato girato nel 2006.
- Sandro Esposito, Ricordo di Gino Doné Paro, video di 20 minuti, in web su youtube, filmato nel 2006.
- Claudio Tura, Incontro con Gino Doné Paro, video di 30 minuti, in web su youtube, filmato nel 2006.
- Red Ronnie, Gino Doné Paro (Su Guevara), Edizioni "Roxy Bar", Bologna, 2006. (DVD, 30 minuti).
- Borroto-L'Abbate, CubaLibre: DesembarcoGranma, MundoLatino-LibLab, 2006. (DVD, 60 minuti).
- Enrico Coletti, Una Vita segreta per Fidel, "Luce", Roma, 2007. (DVD, video di 90 minuti).
- Enrico Coletti, Un italiano per Fidel, "Surf-Film & HD-Film", Roma, 2011. (DVD, 90 minuti).
- Canal Caribe, Cuba: Realizan ceremonia de inhumación de las cenizas de expedicionario del Granma, Gino Doné, Cuba, 2023. (durata 4' 39"), https://www.youtube.com/watch?v=tNVLzmsGlAI

## Musica
- Fabio Debbi (cantautore emiliano) canta "Gino Doné Paro" (2011), https://www.youtube.com/watch?v=Bpbm9TKbxZg
- Giovanni Giusto (veneto) canta "El italiano" (2015), https://www.youtube.com/watch?v=Ors6sjuEu34

## Teatro
- Salvatore Panu (cantastorie sardo-bolognese) nello spettacolo "Cuba Libre" scritto da Katia Sassoni (2015-2016).
- Giovanni Giusto (veneto) produttore, autore, attore, musicista, regista dello spettacolo "Revolucion" (2015-2016).
- Marco Mancin (attore piemontese) propone lo spettacolo teatrale "Gino Donè Il Partigiano che salvò Che Guevara", lo spettacolo ha debuttato a Gattinara (Vercelli) il 24.04.2016.